# Elsmere (Delaware)
Elsmere é uma vila localizada no estado americano de Delaware, no condado de New Castle. Foi incorporada em 1909. Faz fronteira com a cidade de Wilmington. Com mais de 6 mil habitantes, de acordo com o censo nacional de 2020, é a 10ª localidade mais populosa e também a terceira mais densamente povoada do estado.

## Geografia
De acordo com o Departamento do Censo dos Estados Unidos, a vila tem uma área de 2,6 km², dos quais todos os 2,,6 km² estão cobertos por terra.

### Localidades na vizinhança
O diagrama seguinte representa as localidades num raio de 16 km ao redor de Elsmere.

## Demografia
Desde 1900, o crescimento populacional médio, a cada dez anos, é de 41,3%.
Segundo o censo nacional de 2020, a sua população é de 6 229 habitantes e sua densidade populacional de 2 437,7 hab/km². Seu crescimento populacional na última década foi de 1,6%, bem abaixo do crescimento estadual de 10,2%. É a 10ª localidade mais populosa e a terceira mais densamente povoada do Delaware.
Possui 2 679 residências que resulta em uma densidade de 1 048,4 residências/km² e um aumento de 0.6% em relação ao censo anterior. Deste total, 5,3% das unidades habitacionais estão desocupadas. A média de ocupação é de 2,5 pessoas por residência.
A renda familiar média é de 61 275 dólares e a taxa de emprego é de 64,8%.